# 망종 (영화)
"망종"(Grain In Ear)은 한국에서 제작된 장률 감독의 2005년 드라마 영화이다. 류연희 등이 주연으로 출연하였고 최두영 등이 제작에 참여하였다.

## 출연

### 주연
- 류연희
- 주광현

## 같이 보기
- 재중한인
- 한국 요리
- 사회적 사실주의